# Зоологія (фільм)
«Зоологія» (рос. «Зоология») — трагікомедійний фільм, знятий Іваном І. Твердовським у копродукції Росії, Німеччини і Франції. Прем'єра стрічки відбулась 10 червня 2016 року на кінофестивалі «Кінотавр». Фільм розповідає про працівницю зоопарку Наталю, в якої виростає хвіст, і вона всіма силами намагається його позбутися.

## У ролях
- Наталія Павленкова — Наталя
- Дмитро Грошев — Петро
- Ірина Чипіженко — мати Наталі
- Олександр Нехороших — хірург
- Анна Асташкіна — Свєта
- Марія Токарева — Катя
- Олександр Горчилін — стиліст

## Виробництво

### Розробка
Фільм отримав грант у розмірі 190 тисяч євро від фонду Єврімаж.

### Зйомки
Зйомки «Зоології» почались 5 листопада 2015 року і закінчились у грудні того ж року. Вони проходили під Новоросійськом, у Туапсе, Ялті та Москві.

## Визнання
| Нагороди та номінації фільму «Зоологія» | Нагороди та номінації фільму «Зоологія»    | Нагороди та номінації фільму «Зоологія» | Нагороди та номінації фільму «Зоологія» | Нагороди та номінації фільму «Зоологія» | Нагороди та номінації фільму «Зоологія» |
| Рік                                     | Кінопремія / Кінофестиваль                 | Категорія / Нагорода                    | Номінант                                | Результат                               |                                         |
| --------------------------------------- | ------------------------------------------ | --------------------------------------- | --------------------------------------- | --------------------------------------- | --------------------------------------- |
| 2016                                    | Кінотавр                                   | Найкращий фільм                         | «Зоологія»                              | Номінація                               |                                         |
| 2016                                    | Міжнародний кінофестиваль у Карлових Варах | «Кришталевий глобус» за найкращий фільм | «Зоологія»                              | Номінація                               |                                         |

- 2016 — Міжнародний кінофестиваль у Карлових Варах — «Спеціальний приз журі»[2]
- 2016 — Кінотавр[3]: 
  - Приз «За найкращу жіночу роль» — актрисі Наталії Павленковій
  - Приз Гільдії кінознавців і кінокритиків Росії — режисеру Івану І. Твердовському
- 2016 — Cottbus Film Festival of Young East European Cinema (Filmfestival Cottbus[de])[4]:
  - Main Prize for Best Film: Головний приз за найкращий фільм
  - Award for Outstanding Actres: Приз за найкращу жіночу роль — актрисі Наталії Павленковій

## Саундтрек
У фільмі використано музичні твори:
- П'єси з «Дитячого альбому» П.І. Чайковського: «Старовинна французька пісенька», «Ранкова молитва», «Похорон ляльки», «Хвороба ляльки», «У церкві»
- Пісні у виконанні Олени Свиридової:(рос.) «Будет так всегда», «Розовый фламинго»